# ۸۹۴ (قمری)
۸۹۴ (قمری)، هشتصد و نود و چهارمین سال در گاهشماری هجری قمری است. اول محرم این سال برابر با چهاردهم دسامبر سال ۱۴۸۸ میلادی است.